# Kropotkin (kraj Krasnodar)
Kropotkin (Russisch: Кропо́ткин) is een Russische stad in kraj Krasnodar gelegen aan de rivier de Koeban.
Sinds het einde van de 18e eeuw was er op deze plaats een militaire nederzetting. Later ontstond er, na de aanleg van een spoorlijn die in 1874 in gebruik werd genomen, een nederzetting met de naam Romanovski. In 1921 werd de stad vernoemd naar Pjotr Kropotkin. In de Tweede Wereldoorlog was Kropotlin van 1942 tot 1943 door de Duitsers bezet en ongeveer 2.000 burgers kwamen om in die periode. Na de oorlog werd het een industriestad.

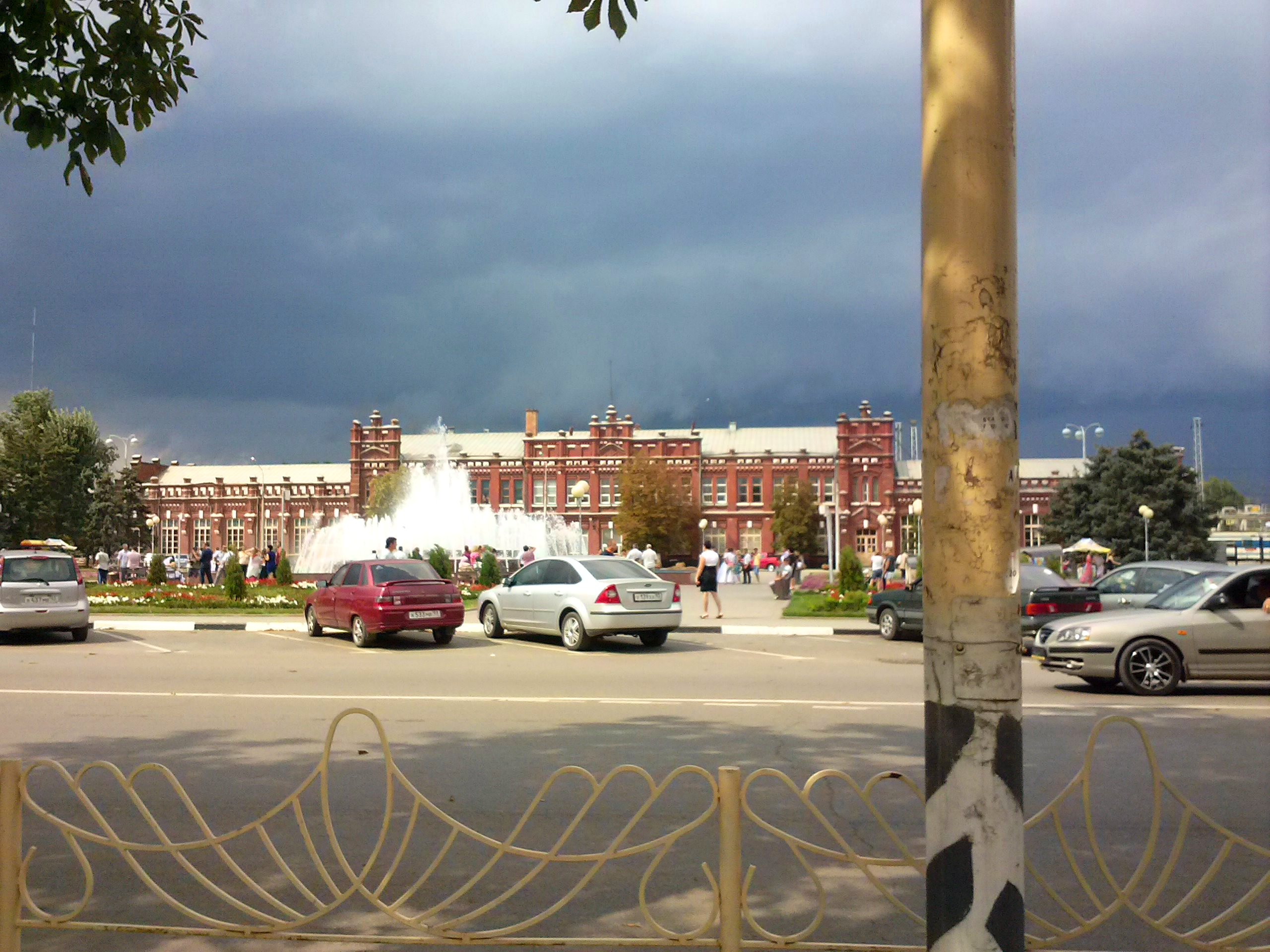
Het station van Kropotkin

Bestuurlijk centrum: Krasnodar

Steden: Abinsk · Anapa · Apsjeronsk · Armavir · Beloretsjensk · Chadyzjensk · Gelendzjik · Goelkevitsji · Gorjatsji Kljoetsj · Jejsk · Koerganinsk · Korenovsk · Kropotkin · Krymsk · Labinsk · Novokoebansk · Novorossiejsk · Oest-Labinsk · Primorsko-Achtarsk · Slavjansk aan de Koeban · Sotsji · Temrjoek · Tichoretsk · Timasjovsk · Toeapse

Districten: Abinski · Anapski · Apsjeronski · Beloglinski · Beloretsjenski · Brjoekchovetski · Dinskoj · Goelkevitsjski · Jejski · Kalininski · Kanevskoj · Kavkazski · Koerganinski · Koesjtsjovski · Korenovski · Krasnoarmejski · Krylovski · Krymski · Labinski · Leningradski · Mostovski · Novokoebanski · Novopokrovski · Oespenski · Oest-Labinski · Otradnenski · Pavlovski · Primorsko-Achtarski · Severski · Sjtsjerbinovski · Slavjanski · Starominski · Tbilisski · Temrjoekski · Tichoretski · Timasjovski · Toeapsinski · Vyselkovski